# Szklarka Śląska
Szklarka Śląska – wieś w Polsce położona w województwie wielkopolskim, w powiecie ostrowskim, w gminie Sośnie. Leży ok. 20 km na południowy zachód od Ostrowa Wlkp., w pobliżu Stawów Możdżanowskich.
Przed 1932 rokiem miejscowość położona była w powiecie odolanowskim, W latach 1975–1998 w województwie kaliskim, w latach 1932–1975 i od 1999 w powiecie ostrowskim.

## Nazwa
Miejscowość historycznie związana jest ze Śląskiem. W alfabetycznym spisie miejscowości z terenu Śląska wydanym w 1830 roku we Wrocławiu przez Johanna Knie wieś występuje pod polską nazwą Sklarka Medziborska oraz nazwą zgermanizowaną Glashutte Medzibor. Nazwa szklarka w języku staropolskim sklarka sugeruje, że w miejscowości znajdowała się kiedyś huta szkła.